# فيرجيني رازانو

## روابط إضافية
- photos of Virginie Razzano
- أمريكا المفتوحة 2006 (كرة مضرب) Bio
- Virginie Razzano على موقع رابطة محترفات كرة المضرب

unofficial Website 

## وصلات خارجية
- فيرجيني رازانو على موقع رابطة محترفات التنس (الإنجليزية)
- فيرجيني رازانو على موقع الاتحاد الدولي لكرة المضرب (الإنجليزية)
- فيرجيني رازانو على موقع كأس بيلي جين كينغ (الإنجليزية)
- فيرجيني رازانو على موقع خلاصة التنس.كوم (الإنجليزية)
- فيرجيني رازانو على موقع إي إس بي إن.كوم (الإنجليزية)
- فيرجيني رازانو على موقع اللجنة الأولمبية الدولية (الإنجليزية)
- فيرجيني رازانو على موقع أوليمبيديا (الإنجليزية)
- فيرجيني رازانو على موقع اللجنة الأولمبية الفرنسية (مؤرشف) (الفرنسية)